# Ogre (Stadt)
Ogre (dt.: Oger) ist eine Stadt in Lettland an der Mündung der Oger in die Düna, 36 km südöstlich von Riga. Im Jahre 2022 zählte Ogre 22.940 Einwohner.

## Geschichte
Der Name der Stadt ist russischen Ursprungs und leitet sich von (dem im Fluss vorkommenden) угри, Aal, ab. Angeblich gab Katharina I. dem Fluss seinen Namen.
Archäologen fanden hier Siedlungsspuren aus dem 3. bis 5. Jahrtausend v. Chr. In historischer Zeit lebten hier Liven und Lettgallen vermischt. In der Chronik des Heinrich von Lettland wird von einem Kriegsrat der Liven berichtet, welchen diese 1206 abhielten. Dieser Platz wird auf einem von zwei Hügeln bei der heutigen Stadt Ogre lokalisiert.
Der Ort entstand nach dem Bau der Eisenbahnlinie Riga – Dünaburg 1861 als sommerliches Ausflugsziel für die Stadtbevölkerung Rigas. Bei Beginn des Ersten Weltkrieges 1914 bestand Ogre aus etwa 300 Sommerhäusern. Da die Düna zwei Jahre lang die Frontlinie bildete, wurden die Einwohner evakuiert und von der Bebauung blieb nicht viel übrig.
In der Zeit der lettischen Unabhängigkeit nach 1920 blühte der Erholungsort in Konkurrenz zu Jūrmala wieder auf. Im Winter lebten etwa 1300 Einwohner in Ogre, im Sommer waren es hingegen 5000 bis 10.000. 1928 erhielt Ogre die Stadtrechte.
Den Zweiten Weltkrieg überstand Ogre relativ gut, lediglich die Eisenbahnbrücke und einige Betriebe wurden gesprengt. Am 9. Oktober 1944 marschierten Truppen der Roten Armee ein, unter denen sich auch die 308. (lettische) Schützen-Division befand.
In der Stadt bestand das Kriegsgefangenenlager 291 für deutsche Kriegsgefangene des Zweiten Weltkrieges. Schwer Erkrankte wurden in den beiden Kriegsgefangenenhospitälern 2040, Ogre, und 3338, Riga, versorgt.
In der Zeit der Lettischen SSR entwickelte sich der ehemalige Kurort zu einer normalen Stadt mit verschiedenen Fabriken und Kombinaten.

## Wirtschaft
Das Unternehmen Ogres Servisa Centrs stellt Rallye-Fahrzeuge her.

## Verkehr
Der Bahnhof Ogre ist eine Zwischenstation an der Bahnlinie von Riga nach Daugavpils. Als Ersatz für das 1944 kriegszerstörte ursprüngliche Empfangsgebäude wurde 1947 von deutschen Häftlingen ein neues Standardprojekt-Stationsgebäude im Stil des Sozialistischen Klassizismus der Stalinzeit errichtet (Architekt Sinicin), das bis heute erhalten ist. Stationen des gleichen Projekts befinden sich in Sigulda und Cēsis.

## Kultur und Bildung
Es gibt in Ogre ein Kulturzentrum, eine Kunsthochschule und eine Musikschule. Außerdem befinden sich hier drei lettischsprachige Schulen und eine russischsprachige „Jaunogres vidusskola“.

## Bauwerke
Die am Waldrand befindliche Lutherische Kirche von Ogre wurde von 1929 bis 1930 von dem Architekten H. Kundziņš in spätneugotischen Formen entworfen.

## Ogres novads
Seit der Auflösung der Landkreise 2009 bildet Ogre mit neun umliegenden Landgemeinden eine Verwaltungsgemeinschaft. Hier leben 38.861 Einwohner (1. Juli 2010).

## Personen
- Valters Tīdemanis (1905–unbekannt), Fußballspieler und Automobilrennfahrer deutsch-baltischer Herkunft
- Igors Stepanovs (* 1976), Fußballspieler
- Atvars Tribuncovs (* 1976), Eishockeyspieler
- Aisha (* 1986), Sängerin

## Städtepartnerschaften
Ogre listet 17 Partnerstädte auf:
| Stadt          | Land        | seit |
| -------------- | ----------- | ---- |
| Ånge           | Schweden    | 1996 |
| Basarabeasca   | Moldau      |      |
| Bollnäs        | Schweden    |      |
| Hengelo        | Niederlande | 1996 |
| Järvenpää      | Finnland    |      |
| Jõhvi          | Estland     |      |
| Joué-lès-Tours | Frankreich  | 2005 |
| Kelmė          | Litauen     | 2010 |
| Kerava         | Finnland    |      |
| Maimana        | Afghanistan | 2011 |
| Mytischtschi   | Russland    |      |
| Nový Bydžov    | Tschechien  |      |
| Salo           | Finnland    |      |
| Sigdal         | Norwegen    |      |
| Slonim         | Belarus     |      |
| Tschernihiw    | Ukraine     | 2007 |
| Võru           | Estland     |      |